# Ligne 4 du métro de Madrid
Pour les articles homonymes, voir Ligne 4.
La ligne 4 du métro de Madrid (en espagnol : línea 4 del metro de Madrid) est l'une des treize lignes du réseau métropolitain de Madrid. Elle traverse la ville entre Argüelles au centre-ouest et Pinar de Chamartín au nord.

## Tracé et stations
La ligne comprend 23 stations sur un parcours de 16 km reliant Argüelles dans l'ouest de la ville, à la jonction des arrondissements du Centre et de Chamberí, à Pinar de Chamartín au nord, dans l'arrondissement de Ciudad Lineal.

### Liste des stations
|  |   |  | Station               | Zone | Communes                                   | Correspondances                                                                      |
|  | - |  | --------------------- | ---- | ------------------------------------------ | ------------------------------------------------------------------------------------ |
|  | ■ |  | Argüelles             |      | Madrid (Centre, Chamberí, Moncloa-Aravaca) | Ligne 3 du métro de Madrid · Ligne 6 du métro de Madrid                              |
|  | • |  | San Bernardo          |      | Madrid (Centre, Chamberí)                  | Ligne 2 du métro de Madrid                                                           |
|  | • |  | Bilbao                |      | Madrid (Centre, Chamberí)                  | Ligne 1 du métro de Madrid                                                           |
|  | • |  | Alonso Martínez       |      | Madrid (Centre, Chamberí)                  | Ligne 5 du métro de Madrid · Ligne 10 du métro de Madrid                             |
|  | • |  | Colón                 |      | Madrid (Centre, Chamberí)                  |                                                                                      |
|  | • |  | Serrano               |      | Madrid (Salamanca)                         |                                                                                      |
|  | • |  | Velázquez             |      | Madrid (Salamanca)                         |                                                                                      |
|  | • |  | Goya                  |      | Madrid (Salamanca)                         | Ligne 2 du métro de Madrid                                                           |
|  | • |  | Lista                 |      | Madrid (Salamanca)                         |                                                                                      |
|  | • |  | Diego de León         |      | Madrid (Salamanca)                         | Ligne 5 du métro de Madrid · Ligne 6 du métro de Madrid                              |
|  | • |  | Avenida de América    |      | Madrid (Chamartín, Salamanca)              | Ligne 6 du métro de Madrid · Ligne 7 du métro de Madrid · Ligne 9 du métro de Madrid |
|  | • |  | Prosperidad           |      | Madrid (Chamartín)                         |                                                                                      |
|  | • |  | Alfonso XIII          |      | Madrid (Chamartín)                         |                                                                                      |
|  | • |  | Avenida de la Paz     |      | Madrid (Chamartín, Ciudad Lineal)          |                                                                                      |
|  | • |  | Arturo Soria          |      | Madrid (Ciudad Lineal)                     |                                                                                      |
|  | • |  | Esperanza             |      | Madrid (Hortaleza)                         |                                                                                      |
|  | • |  | Canillas              |      | Madrid (Hortaleza)                         |                                                                                      |
|  | • |  | Mar de Cristal        |      | Madrid (Hortaleza)                         | Ligne 8 du métro de Madrid                                                           |
|  | • |  | San Lorenzo           |      | Madrid (Hortaleza)                         |                                                                                      |
|  | • |  | Parque de Santa María |      | Madrid (Hortaleza)                         |                                                                                      |
|  | • |  | Hortaleza             |      | Madrid (Hortaleza)                         |                                                                                      |
|  | • |  | Manoteras             |      | Madrid (Hortaleza)                         |                                                                                      |
|  | ■ |  | Pinar de Chamartín    |      | Madrid (Ciudad Lineal)                     | Ligne 1 du métro de Madrid · Ligne 1 du métro léger de Madrid                        |

## Historique
La ligne 4 est ouverte le 23 mars 1944 entre les stations Argüelles et Goya. Le 2 octobre 1958, la section située sur la ligne 2 entre Goya et Diego de León est intégrée à la ligne 4.
Un premier prolongement entre Diego de León et Alfonso XIII est ouvert le 26 mars 1973, puis un deuxième jusqu'à Esperanza le 4 janvier 1979. De nouveaux prolongements sont ouverts respectivement le 27 avril 1998 depuis Esperanza jusqu'à Mar de Cristal, puis le 15 décembre de la même année jusqu'à Parque de Santa María et enfin le 11 avril 2007 jusqu'à Pinar de Chamartín, son terminus actuel.
La ligne 4 est fermée au trafic à partir du 13 janvier 2020 afin d'effectuer des travaux d'amélioration et de sécurisation qui doivent durer huit semaines. La réouverture a lieu le 10 mars suivant.

## Dans la culture
Manu Chao utilise l'annonce sonore d'approche de la station dans la rame de la ligne avant l'arrivée à la station Esperanza : "proxima estacion : Esperanza" comme sample apparaissant régulièrement dans l'album qu'il nomme pareil. Dans le même album, l'artiste a également utilisé l'annonce de la station Avenida de la Paz pour le même album. Le doubleur Javier Dotú et un annonceur du métro de Madrid ont par la suite poursuivi l'artiste en justice pour violation des droits de propriété intellectuelle sur l'utilisation de leur voix.